# Andropromachus scutatus
Andropromachus scutatus är en insektsart som beskrevs av Carl 1913. Andropromachus scutatus ingår i släktet Andropromachus och familjen Phasmatidae. Inga underarter finns listade i Catalogue of Life.